# Мева (ваздухопловна једрилица)
Мева (пољ. Mewa) у преводу галеб је двоседа високоспособна ваздухопловна једрилица направљена 1936. године од дрвета и платна, намењена спортским такмичењима и тренажи једриличара.

## Пројектовање и развој
Тандем конструктора инжењери Шћепан Грзешчик (GRZESZCZYK, Szczepan) и Антони Коцјан (KOCJAN, Antoni) који се сматрају двојицом најдаровитијих предратних пољских пројектаната једрилица су 1935. године отпочели пројект једне двоседе високоспособне једрилице. Прототип је направљен у Коцијановој радионици а први лет је обављен у лето 1936. године. Ово је први пољски двосед високих перформанси. Прототип је већ 1936. године учествовао на спортским такмичењима и дао је добре резултате тако да је донета одлука да Warsztaty Szybowcowe, 1938. године направи серијu од 5 примерака ових једрилица. Побољшања серијске верзије, у поређењу са прототипом, била су минимална: продужење поклопца кабине и побољшана аеродинамика.

### Технички опис
Мева је била једрилица дрвене конструкције. Труп јој је био елипсастог облика обложен оплатом од шпера (полу монокок). На предњем делу трупа је била смештена пилотска кабина са два пилотска седишта у тандем распореду и покривана поклопцем од плексигласа из четири дела. Поклопци су се отварали на страну а имао је окове који су омогућавали његово лако одбацивање у случају ванредне опасности. Једрилица је била опремљена најосновнијим инструментима за дневно летење, а то су: варијометар, компас, висинометар, брзиномер и показивач нагиба. Били је планирано да једрилица буде опремљена и радио станицом и фаровима за олакшано ноћно слетање. Као стајни трап овој једрилици је служио метални клизач причвршћен амортизерима од тврде гуме. На репу једрилице налазила се еластична дрљача.
Форма крила је била благо изломљена (галебова крила), док је облик био: корен и средишњи део крила је био правоугаоног а крајеви трапезастог облика са заобљеним крајевима. Самоносећа крила су постављена на средини трупа тако да је летилица била класификована као средњокрилни моноплан. Носећа конструкција крила је била дрвена са две рамењаче, са предње стране обложена дрвеном лепенком а задње ивице крила и управљачке површине пресвучене су импрегнираним платном. Сва најоптерећенија места на крилу су обложена дуплом шпер облогом. Контрола брзине се остварује помоћу аеродинамичких кочница.
Конструкција хоризонталног и вертикалног стабилизатора као и кормила били су изведени као и крило.

## Карактеристике
Карактеристике наведене овде се односе на једрилицу Мева а према изворима
| Финеса      | 1 : 25,6 при брзини 64 km/h |
| Перформансе | - максимална брзина km/h - минимална брзина 49 km/h - макс. брзина аеро вуче km/h - макс. брзина витла km/h - минимално пропадање 0,7m/s при брзини 55 km/h |
| Димензије   | - размах крила 17,00m - дужина 7,3m - висина 1,95m - површина крила 20,50m² - аеропрофил крила IAW - виткост 14,1 - макс. оптеречење крила; 17,37kg/m²      |
| Маса        | - сопствена 190 kg - носивост 166 kg - полетна 356 kg - водени баланс; нема                                                                                 |

## Оперативно коришћење
До избијања рата u Пољској 1939. године саграђено је пет примерака Меве у серијској производњи и један прототип. У Естонији (у радионици у Каитселииту) и Југославији (Утва из Земуна) на основу продатих лиценци урађено по један примерак што значи да је у предратном периоду произведено укупно 8 примерака ових једрилица. У периоду од 1937 до 39. године ова једрилица је учествовала у свим једриличарским такмичењима и постизала запажене резултате. У Пољској су забележена два рекорда и то у дужини лета 11 сати и 2 минута и дужини прелета од 302 km. Поуздано се зна да су Немци после окупације Пољске један примерак ове једрилице однели за Немачку на испитивање а остали примерци су нестали у вихору рата.
После Другог светског рата сачувана техничка документација једрилице Мева предата је Институту за једриличарство (Instytutu Szybownictwa) који је докуметацију прилагодио новим технолошким условима, направљена је једна једрилица која је током испитивања задовољила сва очекивања али у серијску производњу није ушла јер је одлучено да се производи намачка једрилица DFS/30 Kranih (код нас познат као Ждрал).
Југословенска Утва је 1938. године купила планове за производњу Меве и исте године завршила производњу једног примерка. Након испитивања добила је употребну дозволу и регистрована као YU-BELI ORAO (према тадашњим правилима регистрације једрилица). Ова једрилица је била лоцирана на аеродрому Вршац где се у то време налазила школа за једриличаре. Та једрилица је тада била најбоља у земљи и учествовала на текмичењима све до 1941. године и са њом су постављани и обарани југословенски једриличарски рекорди.

## Сачувани примерци
Није сачуван ни један примерак ове једрилице

## Земље које су користиле ову једрилицу
- Пољска
- Естонија
- Југославија
- Трећи рајх